# Lliga de Príncipe de futbol
La Lliga de Príncipe de futbol és la màxima competició futbolística organitzada per la Federação Santomense de Futebol per l'illa de Príncipe. El campió disputa el Campionat de São Tomé i Príncipe de futbol.

## Clubs de 2015
- 1º de Maio
- FC Porto Real
- GD Os Operários
- GD Sundy
- Sporting Clube do Príncipe
- UDAPB

## Historial
- 1977 :
- 1978 :
- 1979 :
- 1980 :
- 1981 :
- 1982 :
- 1983 : no es disputà
- 1984 :
- 1985 : FC Porto Real
- 1986 : no es disputà
- 1987 : no es disputà
- 1988 : no es disputà
- 1989 : GD Sundy
- 1990 : GD Os Operários
- 1991 : no es disputà
- 1992 : no es disputà
- 1993 : GD Os Operários
- 1994 : no es disputà
- 1995 : no es disputà
- 1996 : no es disputà
- 1997 : no es disputà
- 1998 : GD Os Operários
- 1999 : FC Porto Real
- 2000 : GD Sundy
- 2001 : GD Sundy
- 2002 : no es disputà
- 2003 : 1º de Maio
- 2004 : GD Os Operários
- 2005 : no es disputà
- 2006 : no es disputà
- 2007 : UDAPB
- 2008 : no ese disputà
- 2009 : GD Sundy
- 2010 : no es disputà
- 2011 : Sporting Clube do Príncipe
- 2012 : Sporting Clube do Príncipe[1]
- 2013 : FC Porto Real[2]
- 2014 : FC Porto Real[3]
- 2015 : Sporting Clube do Príncipe[4]
- 2016 : Sporting Clube do Príncipe[5]
- 2017 : GD Os Operários[6]
- 2018 : FC Porto Real[7]